# پل کیتسون
پل کیتسون (انگلیسی: Paul Kitson بازیکن فوتبال اهل بریتانیا است.
از باشگاه‌هایی که در آن بازی کرده‌است می‌توان به باشگاه فوتبال چارلتون اتلتیک، باشگاه فوتبال وستهام یونایتد، باشگاه فوتبال آلدرشات تاون، باشگاه فوتبال برایتون اند هوو آلبیون، باشگاه فوتبال لستر سیتی، باشگاه فوتبال دربی کانتی، باشگاه فوتبال کریستال پالاس، و باشگاه فوتبال نیوکاسل یونایتد اشاره کرد.
وی همچنین در تیم ملی فوتبال زیر ۲۱ سال انگلستان بازی کرده‌است.